# Małgorzata Braunek
Małgorzata Braunek (sinh ngày 30 tháng 1 năm 1947 – mất ngày 23 tháng 6 năm 2014) là một diễn viên điện ảnh và diễn viên sân khấu người Ba Lan.

## Tiểu sử
Małgorzata Braunek sinh tại Szamotuły. Ngoài sự nghiệp diễn xuất, bà còn là một người thực hành lâu năm và là giảng viên bộ môn Thiền tông. Năm 2003, bà nhận truyền pháp từ Dennis Merzel tại Tăng đoàn Kanzeon ở Warsaw.
Do biến chứng của căn bệnh ung thư buồng trứng, Małgorzata Braunek mất năm 2014 tại Warsaw, hưởng thọ 67 tuổi. Bà được an táng tại Nghĩa trang Tin lành-Augsburg.

## Thành tích nghệ thuật
- Przechodnie (1966)
- The Leap (1967) trong vai Teresa
- Wycieczka w nieznane (1968)
- Matthew's Days (1968) trong vai Anna
- The Game (1968)
- Shifting Sands (1968)
- Ruchome piaski (1969)
- Gra (1969)
- Skok (1969)
- Wniebowstąpienie (1969) trong vai Raisa
- W każdą pogodę (1969)
- Landscape After the Battle (1970)
- Oxygen (1970) trong vai Patricija
- The Third Part of the Night (1971) trong vai Marta
- Wielki układ (1976) trong vai Marta Nowicka
- The Shadow Line (1976)
- Lalka (1977) trong vai Izabella Łęcka
- Jörg Ratgeb – Painter (1978) trong vai Junge Bäurin
- Tercet egzotyczny a może erotyczny? (1978)
- Wejście w nurt (1978, phim truyền hình) trong vai Malgorzata
- Dr Seneki (1980)
- The Big Night Bathe (1980) trong vai Żana
- ...według Christiana Skrzyposzka (1996)
- Darmozjad polski (1998)
- Ktoś pamięta moje imię (1998)
- Glina (2003–2004, sê-ri phim truyền hình) trong vai Tatiana Zubrzycka
- Tulips (2004) trong vai Marianna
- Bulionerzy (2004–2006) trong vai Marta Berger
- Pełną parą (2005, sê-ri phim truyền hình) trong vai Bogusia Lamarti
- Pensjonat pod Różą (2005, sê-ri phim truyền hình) trong vai Wiesława Pasternak
- Z milosci (2007) trong vai Matka Rozy